# Nutanix
路坦力（英語：Nutanix），是一家設計與銷售超融合基礎架構設備的資訊科技公司。

他們的產品提供了軟體定義式的資訊科技基礎架構，該架構執行虛擬化的應用程序並且提供了許多公共雲服務的優點。運算、虛擬、以及儲存的資源都被融合至一台可橫向擴展的x86伺服器（站點），並將之部署在執行Nutanix Acropolis軟體的叢集之中。Nutanix叢集消除了對外部儲存陣列裝置的依賴——譬如儲存區域網路跟網路附加儲存。整個系統的能力可透過增加額外的站點來擴充。另外，Nutanix Prism軟體則提供了自動配置、管理及分析的功能。
Nutanix的軟體除了透過經銷商銷售之外，也有搭配自己設計的伺服器成爲一個軟硬體整合解決方案。另外，也與戴爾及聯想達成了代工合作協議，在他們的伺服器上銷售Nutanix軟體。但是，與戴爾的合作關係隨著戴爾收購EMC將變得複雜。2016年8月, 該公司宣佈其軟體開始支持思科UCS伺服器。

## 技術
Nutanix軟體爲虛擬機，可運行在VMWare vSphere與微軟的Hyper-V，亦或者是Nutanix内建的AHV虛擬平台（源自於KVM）。執行Nutanix軟體的伺服器會被叢集在一起，並透過一臺外部的以太網交換機互連。Nutanix軟體透過光纖將每個站點的本地儲存硬盤全部匯聚在一起形成儲存池，然後將之提供給虛擬機監視器並依其需要而模擬成NFS、SMB3或iSCSI裝置。

## 沿革
路坦力爲德拉傑·潘迪（Dheeraj Pandey）, 莫希特·阿倫（Mohit Aron）和阿吉特·辛格（Ajeet Singh）在2009年所創辦，總部在美國加州聖荷西，產品銷售遍及超過70個國家。
2013年，阿倫離開了路坦力創辦了凝聚力（Cohesity），一家專門收集與管理英語：，羅馬化：Secondary data的大網路規模平臺公司。
該公司在超過5輪的募資中從風險投資公司總共獲得了3.122億美元的資金，並在2013年前市值達到10億美元而使之成爲獨角獸公司之一。2014年該公司在E回合募資籌得1.4億美元資金而使得市值達到了20億美元左右。
2015年12月，路坦力公司申請首次公開發行，並披露2015年7月底止的前一財年淨虧損1.26億美元。發行說明書公開後經過多次更新，包括在2016年8月16日的版本，報告了收入及虧損均持續增長，以及正向的營運現金流。 2016年8月下旬，路坦力公司公告已經併購了PernixData及Calm.io兩家公司。根據報導，Calm.io的業務爲雲自動化及編排服務，其背後有紅杉資本的資金。路坦力有可能成爲第一家公開上市的超融合基礎架構新創企業，不過也有分析師認爲路坦力上市日期將會延緩。
2018 年 3 月，Nutanix 宣布收購位於班加羅爾的 Minjar。同年晚些時候，Nutanix 收購了 DaaS 初創公司 Frame。